# Тихомиров, Роман Иринархович
Роман Иринархович Тихоми́ров (7 [20] июля 1915, Саратов — 4 августа 1984) — советский режиссёр театра и кино, сценарист, педагог, музыкант. Народный артист РСФСР (1973).

## Биография
Роман Тихомиров родился 24 июня (7 июля) 1915 года в Саратове. Поступил в ЛГК имени Н. А. Римского-Корсакова (класс скрипки), окончил её в 1941 году, продолжил обучение и в 1945 году окончил дирижёрский класс той же консерватории. Параллельно с учёбой в консерватории работал помощником режиссёра на картинах С. А. Герасимова «Учитель», Я. А. Протазанова «Насреддин в Бухаре», М. И. Ромма «Человек № 217».
В 1952 году Роман Иринархович становится режиссёром Новосибирского АТОБ, работает там до 1957 года. Член ВКП(б) с 1945 года.
В 1958 году на экраны выходит первый фильм, где Роман Тихомиров выступил сразу в роли режиссёра и сценариста — «Евгений Онегин». Роман Иринархович ставит шесть фильмов, к четырём из которых также пишет сценарии.
Режиссёр ЛАТОБ имени С. М. Кирова (1962—1977).
Кроме этого Роман Тихомиров работал на телевидении. С 1945 года преподавал. Заведующий кафедрой музыкальной режиссуры в ЛГК имени Н. А. Римского-Корсакова, с 1962 года профессор.
Умер 4 августа 1984 года. Похоронен в Ленинграде на Северном кладбище.
Жена — Муза Тихомирова, две дочери.

## Семья
От первого брака у Романа Тихомирова было двое детей — двойняшки Татьяна и Кирилл, они родились в Ташкенте в 1943 году. Кирилл — член Ассоциации ветеранов-кинематографистов Санкт-Петербургской организации Союза кинематографистов Российской Федерации. В 1990 году окончил ВГИК по специальности «операторское искусство». Работал на Ленфильме, Леннаучфильме, с 1996 года — главный оператор Санкт-Петербургской ордена Ленина государственной консерватории имени Н. А. Римского-Корсакова, один из основателей видеостудии и видеоархива консерватории.

## Адрес в Ленинграде
До Великой Отечественной войны жил[кто?] с родителями в Толстовском доме в квартире № 464. Во время блокады Ленинграда в этой квартире его родители погибли от голода.

## Награды и премии
- народный артист РСФСР (1973)
- заслуженный деятель искусств РСФСР (1955)
- Государственная премия РСФСР имени М. И. Глинки (1974) — за оперные спектакли «Октябрь» В. И. Мурадели, «Оптимистическая трагедия» А. Н. Холминова, «Тихий Дон» И. И. Дзержинского

## Фильмография

### Помощник режиссёра
- 1939 — Учитель
- 1943 — Насреддин в Бухаре
- 1944 — Человек № 217

### Сценарист
- 1958 — Евгений Онегин
- 1959 — Чолпон — утренняя звезда
- 1960 — Пиковая дама
- 1969 — Князь Игорь

### Режиссёр
- 1958 — Евгений Онегин
- 1959 — Чолпон — утренняя звезда
- 1960 — Пиковая дама
- 1961 — В мире танца (сценарист Ф. И. Мустафаев, в главной роли М. Эсамбаев)
- 1963 — Крепостная актриса
- 1964 — Когда песня не кончается
- 1969 — Князь Игорь
- 1980 — Чио-Чио-Сан
- 1981 — Флория Тоска